# 1786
| [ Edytuj tabelę ]                  | |
| Król Polski                        | - 1764 Stanisław August Poniatowski 1795 |
| Emir Afganistanu                   | - 1772 Timur Szah Durrani 1793 |
| Współksiążęta Andory               | - 1785 Josep de Boltas 1795 - 1774 Ludwik XVI 1792                                                                                                 |
| Elektor Bawarii                    | - 1777 Karol Teodor 1799 |
| Sułtan Brunei                      | - 1762 Omar Ali Saifuddin I 1795 |
| Cesarz Chin                        | - 1735 Qianlong 1796 |
| Król Czech                         | - 1780 Józef II Habsburg 1790 |
| Król Danii                         | - 1766 Chrystian VII 1808 |
| Dalajlama                          | - 1758 Jamphel Gjaco 1804 |
| Król Francji                       | - 1774 Ludwik XVI 1792 |
| Król Gruzji                        | - 1762 Herakliusz II 1798 |
| Król Hiszpanii                     | - 1759 Karol III 1788 |
| Stadhouder Holandii                | - 1751 Wilhelm V Orański 1795 |
| Szach Iranu                        | - 1785 Dżafar Chan 1789 |
| Państwo Wielkich Mogołów           | - 1759 Shah Alam II 1806 |
| Król Irlandii                      | - 1760 Jerzy III Hanowerski 1820 |
| Cesarz Japonii                     | - 1779 Kōkaku 1817 |
| Kalif                              | - 1773 Abdülhamid I 1789 |
| Prezydent Kongresu Kontynentalnego | - 1785 John Hancock 1786 - 1786 Nathaniel Gorham 1786                                                                                              |
| Patriarcha Konstantynopola         | - 1785 Prokopiusz I 1789 |
| Władca Korei                       | - 1776 Chŏngjo 1800 |
| Książę Kurlandii i Semigalii       | - 1769 Piotr Biron 1795 |
| Emir Kuwejtu                       | - 1762 Abd Allah I 1814 |
| Książę Liechtensteinu              | - 1781 Alojzy I 1805 |
| Sułtan Maroka                      | - 1757 Muhammad III 1790 |
| Książę Monako                      | - 1733 Honoriusz III 1793 |
| Król Nawarry                       | - 1774 Ludwik XVI 1791 |
| Król Nepalu                        | - 1777 Rana Bahadur 1799 |
| Król Norwegii                      | - 1784 Fryderyk VI 1814 |
| Sułtan Omanu                       | - 1783 Sa’id ibn Ahmad 1786 - 1786 Hamid ibn Sa’id 1792                                                                                            |
| Elektor Palatynatu                 | - 1742 Karol IV Teodor 1799 |
| Papież                             | - 1775 Pius VI 1799 |
| Książę Parmy i Piacenzy            | - 1765 Ferdynand 1802 |
| Król Portugalii                    | - 1777 Maria I 1816 - 1777 Piotr III (król iure uxoris) 1786                                                                                       |
| Król Prus                          | - 1772 Fryderyk II Wielki 1786 - 1786 Fryderyk Wilhelm II 1797                                                                                     |
| Car Rosji                          | - 1762 Katarzyna II Wielka 1796 |
| Cesarz Rzymski (niemiecki)         | - 1765 Józef II Habsburg 1790 |
| Kapitanowie Regenci San Marino     | - 1786 Pier Antonio Leonardelli Girolamo Paoloni 1786 - 1786 Giambattista Bonelli Matteo Martelli 1786 - 1786 Giuliano Gozi Francesco Faetani 1787 |
| Elektor Saksonii                   | - 1763 Fryderyk August III 1806 |
| Król Sardynii                      | - 1773 Wiktor Amadeusz III 1796 |
| Król Szwecji                       | - 1771 Gustaw III 1792 |
| Król Tajlandii                     | - 1782 Buddha Yodfa Chulalok 1809 |
| Sułtan Turków                      | - 1774 Abdülhamid I 1789 |
| Doża Wenecji                       | - 1779 Paolo Renier 1789 |
| Król Węgier                        | - 1780 Józef II 1790 |
| Monarcha Wielkiej Brytanii         | - 1760 Jerzy III 1820 |
| Premier Wielkiej Brytanii          | - 1783 William Pitt Młodszy 1801 |
| Cesarz Wietnamu                    | - 1778 Thái Đức 1788 |

Rok 1786 / MDCCLXXXVI
stulecia: XVII wiek ~
XVIII wiek ~
XIX wiek

lata: 1776 «
1781 «
1782 «
1783 «
1784 «
1785 «
1786
» 1787
» 1788
» 1789
» 1790
» 1791
» 1796

## Wydarzenia w Polsce
- 27 lutego – na Śląsku miało miejsce silne i katastrofalne trzęsienie ziemi z epicentrum w okolicach Cieszyna.
- 9 marca – w Krakowie powstała loża wolnomularska „Przesąd Zwyciężony”.
- 8 kwietnia – przywilejem Stanisława Augusta Poniatowskiego lokowano Nowy Tomyśl.
- 3 grudnia – doszło do trzęsienia ziemi z epicentrum w Beskidach, odczuwalnego od Wrocławia po Lwów.

## Wydarzenia na świecie
- 17 stycznia – odkryta została Kometa Enckego.
- 15 lutego – William Herschel odkrył mgławicę Kocie Oko w gwiazdozbiorze Smoka.
- 20 marca – Król Gustaw III założył Akademię Szwedzką.
- 1 maja – Wiedeń: prapremiera Wesela Figara, opery Wolfganga Amadeusa Mozarta z librettem Lorenza Da Ponte według sztuki Pierre’a Beaumarchais’go.
- 8 sierpnia – pierwsze wejście na Mont Blanc (Francuzi: Michel-Gabriel Paccard i Jacques Balmat).
- 18 sierpnia – obecna stolica Islandii, Reykjavík, otrzymała prawa miejskie.
- 16 września – w Londynie podpisano Traktat Edena-Raynevala.
- 11 października – w pałacu carskim w Gatczynie odbyła się premiera opery Sokoł Dmytra Bortnianskiego.
- 30 listopada – Wielki książę Toskanii Leopold II Habsburg wprowadzając w życie reformę prawa karnego (kodeks karny dla Toskanii - „Leopoldina”) zniósł jako pierwszy karę śmierci oraz wszelkie kary cielesne i hańbiące.
- 20 grudnia – w New London w stanie Connecticut wykonano egzekucję na 12-letniej zabójczyni Hannah Ocuish, najmłodszej kobiety skazanej na karę śmierci w amerykańskiej historii.
- W obawie przed zarazą Paryżanie przenoszą szczątki ludzkie (szczątki ok. 6 mln ludzi) z cmentarzy w obrębie miasta do katakumb, będących wówczas poza nim.

## Urodzili się
- 6 stycznia – Kasper del Bufalo, włoski duchowny katolicki, założyciel Misjonarzy Krwi Chrystusa, święty (zm. 1837)
- 3 lutego – Wilhelm Gesenius, niemiecki teolog ewangelicki, orientalista (zm. 1842)
- 24 lutego – Wilhelm Karl Grimm, bajkopisarz niemiecki, młodszy z braci Grimm (zm. 1859)
- 27 lutego – Alexander Contee Hanson, amerykański polityk, senator ze stanu Maryland (zm. 1819)
- 22 marca – Joachim Lelewel, polski historyk i działacz polityczny (zm. 1861)
- 2 kwietnia – Edward Raczyński, działacz społeczny, fundator Biblioteki Raczyńskich (zm. 1845)
- 6 kwietnia – Franciszek de Paula Pisztek, czeski duchowny katolicki, biskup tarnowski i lwowski (zm. 1846)
- 7 kwietnia – William R. King, amerykański polityk, wiceprezydent Stanów Zjednoczonych (zm. 1853)
- 15 kwietnia – Walerian Łukasiński, polski działacz niepodległościowy (zm. 1868)
- 16 kwietnia – Wincenty Kraiński, polski duchowny katolicki, pisarz, pedagog (zm. 1882)
- 17 kwietnia – Charles de La Bédoyère, francuski hrabia, generał, bonapartysta (zm. 1815)
- 3 maja – Józef Benedykt Cottolengo, włoski ksiądz, święty katolicki (zm. 1842)
- 6 maja – Ludwig Börne, niemiecki dziennikarz i pisarz (zm. 1837)
- 8 maja – Jan Maria Vianney, francuski duchowny katolicki, proboszcz w Ars, święty (zm. 1859)
- 10 maja – Esther Copley, angielska pisarka (zm. 1851)
- 28 maja – Louis McLane, amerykański prawnik, polityk, senator ze stanu Delaware (zm. 1857)
- 12 czerwca – Aleksander Graybner, polski polityk, prezydent Warszawy (zm. 1847)
- 19 lipca – Wincenty a Paulo Pieńkowski, polski duchowny katolicki, biskup lubelski (zm. 1863)
- 13 września – Ludwik Łętowski, polski duchowny katolicki, biskup pomocniczy krakowski, historyk, literat, polityk (zm. 1868)
- 16 października – Wincenty Reklewski, polski poeta, żołnierz (zm. 1812)
- 9 listopada – Rozalia Rendu, francuska szarytka, błogosławiona katolicka (zm. 1856)
- 18 listopada – Carl Maria von Weber, kompozytor niemiecki (zm. 1826)
- 19 listopada – Elżbieta Renzi, włoska zakonnica, błogosławiona katolicka (zm. 1859)
- 3 grudnia – Robert Graham, szkocki lekarz i botanik (zm. 1845)
- 7 grudnia
  - Jan Dekert, polski duchowny katolicki, biskup pomocniczy warszawski (zm. 1861)
  - Maria Walewska, polska hrabina, kochanka Napoleona Bonaparte (zm. 1817)
- 12 grudnia – William L. Marcy, amerykański prawnik, polityk, senator ze stanu Nowy Jork (zm. 1857)
- 19 grudnia – Tomasz Jan Siemiątkowski, polski generał (zm. 1830)

- data dzienna nieznana: 
  - Józef Chang Sŏng-jib, koreański męczennik, święty katolicki (zm. 1839)
  - Maria Pak K’ŭn-agi, koreańska męczennica, święta katolicka (zm. 1839)

## Zmarli
- 7 lutego – Jan Baptysta Czempiński, lekarz Szkoły Rycerskiej, sekretarz królewski (ur. 1721)
- 20 kwietnia – John Goodricke, angielski astronom (ur. 1764)
- 23 maja – Maurycy Beniowski, żołnierz i podróżnik (ur. 1746)
- 25 maja – Piotr III, król Portugalii (ur. 1717)
- 17 sierpnia – Fryderyk II Wielki, król Prus (ur. 1712)
- 20 grudnia – Hannah Ocuish, najmłodsza kobieta skazana na śmierć na kontynencie amerykańskim (ur. 1774)
- data dzienna nieznana: 
  - Antoni Wacław Betański, polski duchowny katolicki, biskup przemyski (ur. 1715)

## Święta ruchome
- Tłusty czwartek: 23 lutego
- Ostatki: 28 lutego
- Popielec: 1 marca
- Niedziela Palmowa: 9 kwietnia
- Wielki Czwartek: 13 kwietnia
- Wielki Piątek: 14 kwietnia
- Wielka Sobota: 15 kwietnia
- Wielkanoc: 16 kwietnia
- Poniedziałek Wielkanocny: 17 kwietnia
- Wniebowstąpienie Pańskie: 25 maja
- Zesłanie Ducha Świętego: 4 czerwca
- Boże Ciało: 15 czerwca